# Китаб аль-Агани

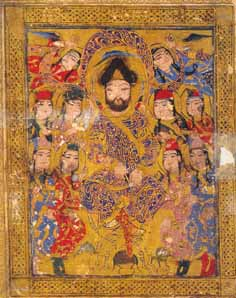
Иллюстрация к «Книге песен», 1216-20, автор Абу-ль-Фарадж аль-Исфахани

Кита́б аль-Ага́ни (араб. كتاب الأغاني‎ —  книга песен‎) — арабская антология в 20 томах, составленная Абу-ль-Фараджем аль-Исфахани.

## Обзор
В «Книге песен» история (с V—VI по начало X века) арабской песни и поэзии дана фрагментами фактов, событий, а не как исторический процесс. Она является наиболее важным и обширным памятником в своём роде. Включает 100 песен известных поэтов с музыкой Ибрагима аль-Мавсили, Исмаила ибн Джами и Фулайха ибн аль-Авра. Кроме стихотворений доисламской, омейядской и аббасидской эпох, содержит подробные биографии поэтов, композиторов и известных исполнителей и певиц того времени, исторические анекдоты и др.
«Книга песен» является ценнейшим источником для изучения истории арабской литературы и культуры до X века. Она посвящена эмиру Сейфаддаулату из династии Хамданидов. Общий подбор стихотворений и объяснительный текст соответствует политическому моменту и актуальной задаче — пробудить национальное самосознание военно-феодальных слоев арабского общества в их борьбе с византийцами и тюрками.
В «Книге песен» впервые упомянута шашечная игра киркат.
Полное издание «Кита́б аль-Ага́ни» в 21 т. было выпущено в 1904 году в Каире.

## Русское издание
- Абу-ль-Фарадж. Книга песен.- M.: Наука, 1980